# 아가테 무체니에체
아가테 에드가로브나 무체니에체(라트비아어: Agate Edgarovna Muceniece, 러시아어: Агата Эдгаровна Муцениеце, 1989년 3월 1일 ~ )는 라트비아 태생 러시아의 배우이다.